# Max Angst
Max Angst, född 3 juli 1921, död 21 januari 2002, var en schweizisk bobåkare.
Angst blev olympisk bronsmedaljör i tvåmansbob vid vinterspelen 1956 i Cortina d'Ampezzo.